# Royal-Wrangler
L'equip Royal-Wrangler va ser un equip ciclista suís de ciclisme en ruta que va competir professionalment el 1982.

## Principals resultats
- Tour del Nord-oest: Erich Maechler (1982)

### A les grans voltes
- Giro d'Itàlia
  - 1 participacions (1982)
  - 0 victòries d'etapa:

- Tour de França
  - 0 participacions

- Volta a Espanya
  - 0 participacions